# Amphoe Tha Mai

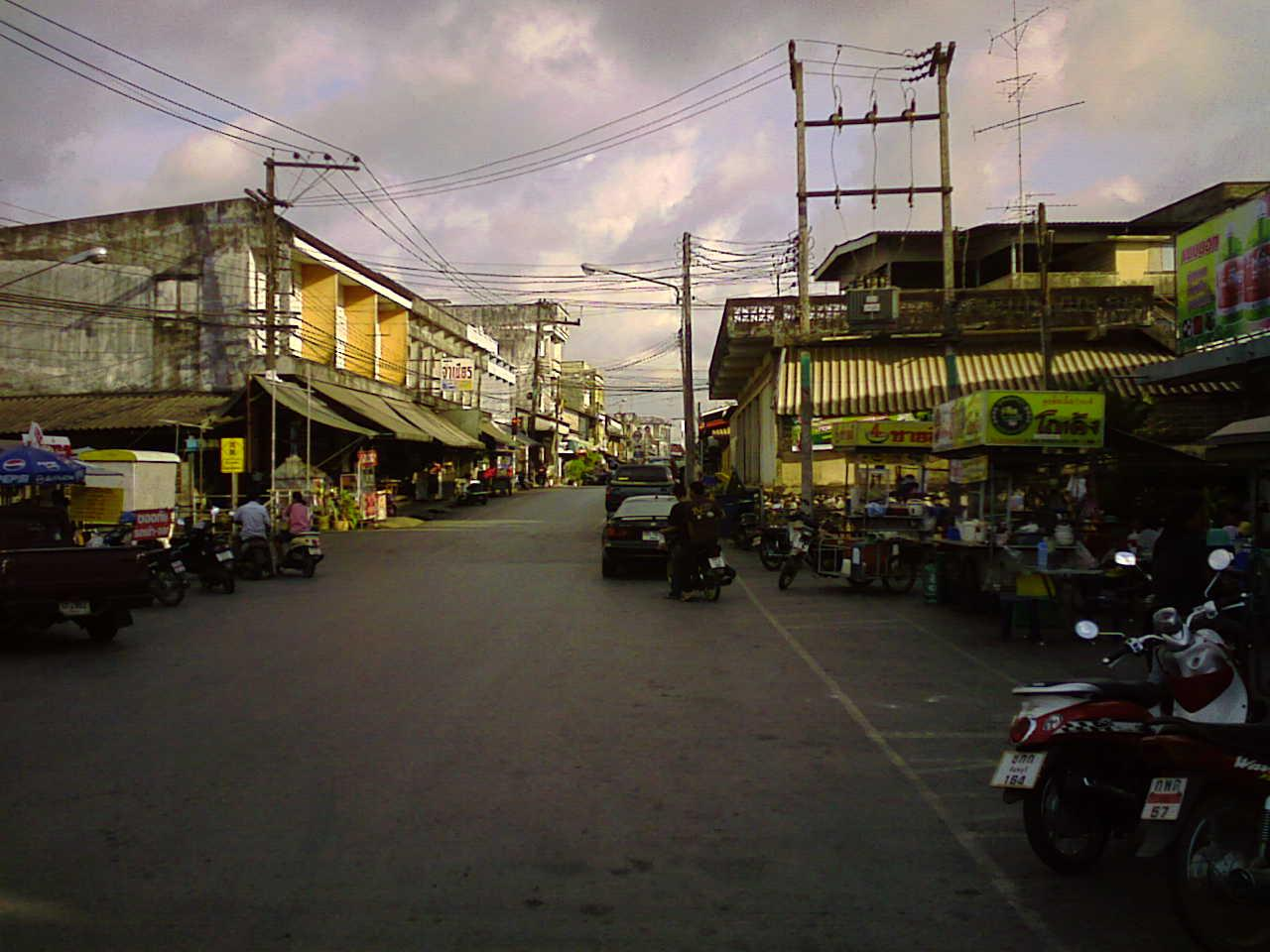
Straßenscene in Tha Mai

Amphoe Tha Mai (Thai: อำเภอ ท่าใหม่) ist ein Landkreis (Amphoe – Verwaltungs-Distrikt) in der Provinz Chanthaburi. Die Provinz Chanthaburi liegt im Osten der Zentralregion von Thailand.

## Geographie
Benachbarte Amphoe (im Uhrzeigersinn von Westen aus): die Amphoe Na Yai Am, Kaeng Hang Maeo, Khao Khitchakut, Mueang Chanthaburi und Laem Sing der Provinz Chanthaburi. Im Südwesten liegt der Golf von Thailand.

## Geschichte
Amphoe Tha Mai wurde im Jahr 1900 unter dem Namen Khamong (โขมง) eingerichtet. Vier Jahre darauf wurde die Verwaltung in die Nähe des Wat Khao Phloi Waen verlegt und der Kreis entsprechend in Phloi Waen (พลอยแหวน) umbenannt. Als im Jahr 1917 die Verwaltung erneut in den Tambon Tha Mai verlegt wurde, wurde auch der Kreis nach dem zentralen Tambon in Tha Mai umbenannt.

## Ausbildung
Im Amphoe Tha Mai befindet sich der Nebencampus Chanthaburi der Burapha-Universität.

## Verwaltung

### Provinzverwaltung
Der Landkreis Tha Mai ist in 14 Tambon („Unterbezirke“ oder „Gemeinden“) eingeteilt, die sich weiter in 124 Muban („Dörfer“) unterteilen.
| Nr. | Name          | Thai     | Muban | Einw.  |
| --- | ------------- | -------- | ----- | ------ |
| 01. | Tha Mai       | ท่าใหม่    | 0-    | 08.018 |
| 02. | Yai Ra        | ยายร้า    | 0-    | 01.837 |
| 03. | Si Phaya      | สีพยา     | 11    | 01.637 |
| 04. | Bo Phu        | บ่อพุ      | 08    | 01.296 |
| 05. | Phloi Waen    | พลอยแหวน | 07    | 01.614 |
| 06. | Khao Wua      | เขาวัว    | 09    | 03.533 |
| 07. | Khao Baisi    | เขาบายศรี | 12    | 07.465 |
| 08. | Song Phi Nong | สองพี่น้อง  | 17    | 07.419 |
| 09. | Thung Bencha  | ทุ่งเบญจา  | 14    | 11.693 |
| 11. | Ramphan       | รำพัน     | 10    | 03.532 |
| 12. | Khamong       | โขมง     | 06    | 03.047 |
| 13. | Takat Ngao    | ตะกาดเง้า | 10    | 07.588 |
| 14. | Khlong Khut   | คลองขุด   | 10    | 04.872 |
| 24. | Khao Kaeo     | เขาแก้ว   | 10    | 06.912 |

Hinweis: die fehlenden Geocodes gehören zu den Tambon, die heute in Kaeng Hang Maeo und Na Yai Am liegen.

### Lokalverwaltung
Es gibt eine Kommune mit „Stadt“-Status (Thesaban Mueang) im Landkreis:
- Tha Mai (Thai: เทศบาลเมืองท่าใหม่) bestehend aus den kompletten Tambon Tha Mai, Yai Ra.

Es gibt fünf Kommunen mit „Kleinstadt“-Status (Thesaban Tambon) im Landkreis:
- Khao Wua - Phloi Waen (Thai: เทศบาลตำบลเขาวัว-พลอยแหวน) bestehend aus dem kompletten Tambon Phloi Waen und Teilen des Tambon Khao Wua.
- Song Phi Nong (Thai: เทศบาลตำบลสองพี่น้อง) bestehend aus dem kompletten Tambon Song Phi Nong.
- Noen Sung (Thai: เทศบาลตำบลเนินสูง) bestehend aus den Teilen der Tambon Khao Wua, Khao Baisi.
- Nong Khla (Thai: เทศบาลตำบลหนองคล้า) bestehend aus Teilen des Tambon Thung Bencha.
- Khao Baisi (Thai: เทศบาลตำบลเขาบายศรี) bestehend aus Teilen des Tambon Khao Baisi.

Außerdem gibt es sieben „Tambon-Verwaltungsorganisationen“ (องค์การบริหารส่วนตำบล – Tambon Administrative Organizations, TAO)
- (Thai: องค์การบริหารส่วนตำบลสีพยา-บ่อพุ) bestehend aus den kompletten Tambon Si Phaya, Bo Phu.
- Thung Bencha (Thai: องค์การบริหารส่วนตำบลทุ่งเบญจา) bestehend aus Teilen des Tambon Thung Bencha.
- Ramphan (Thai: องค์การบริหารส่วนตำบลรำพัน) bestehend aus dem kompletten Tambon Ramphan.
- Khamong (Thai: องค์การบริหารส่วนตำบลโขมง) bestehend aus dem kompletten Tambon Khamong.
- Takat Ngao (Thai: องค์การบริหารส่วนตำบลตะกาดเง้า) bestehend aus dem kompletten Tambon Takat Ngao.
- Khlong Khut (Thai: องค์การบริหารส่วนตำบลคลองขุด) bestehend aus dem kompletten Tambon Khlong Khut.
- Khao Kaeo (Thai: องค์การบริหารส่วนตำบลเขาแก้ว) bestehend aus dem kompletten Tambon Khao Kaeo.